# Kwaito

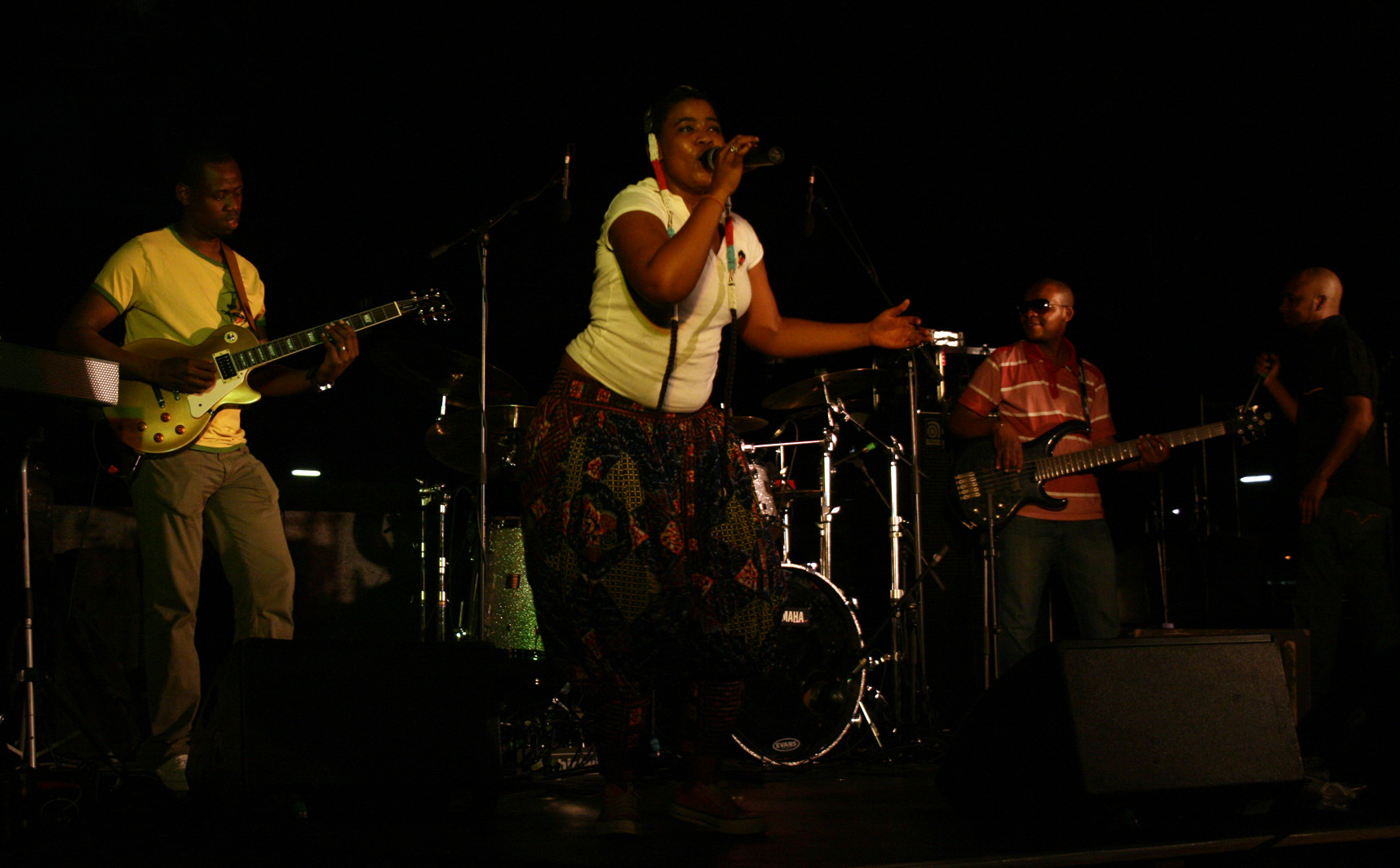
Kwaito kapela Bongo Maffin

Kwaito je hudební styl, který vznikl v jihoafrickém Johannesburgu v 90. letech 20. století. Nese prvky housu, ovšem v tradičním africkém pojetí plném černošských vokálů a basových linií. Tato hudba je ovlivněna také hip-hopem, hudební přednes kwaita však vyniká svou jedinečností.

## Vznik
Název Kwaito znamená v českém překladu buď v klidu, což přesně popisuje charakter písní tohoto stylu. Po jihoafrických hudebních stylech marabi a kwele, jež se v mnoha aspektech podobaly jazzu, vzniká na konci tisíciletí tento nový hudební směr. Jeho původním jazykem bylo Isicamtho, slang jihoafrických měst v regionu Gauteng. Texty také často hovoří o rodném městě a životu v něm.
Mezi nejznámější současné kwaito hudebníky patří Spoek Mathambo, duo Mafikizolo nebo Arthur Mafokate.